# Zieria arborescens
Zieria arborescens är en vinruteväxtart. Zieria arborescens ingår i släktet Zieria och familjen vinruteväxter.

## Underarter
Arten delas in i följande underarter:
- Z. a. arborescens
- Z. a. decurrens
- Z. a. glabrifolia